# Giuseppe Laras
Giuseppe Laras (Torino, 6 aprile 1935 – Milano, 15 novembre 2017) è stato un rabbino, teologo e storico italiano.

## Biografia
Laureato in legge e filosofia e pedagogia, è una figura chiave, assieme al cardinale Carlo Maria Martini e Paolo De Benedetti, del dialogo ebraico-cristiano e tra cultura laica e cultura religiosa a Milano e in Italia.
Presidente emerito e onorario dell'Assemblea Rabbinica Italiana, dopo una presidenza più che ventennale, è stato dal 1980 al 2005 Rabbino Capo della Comunità Ebraica di Milano.
In precedenza è stato il Rabbino Capo di Ancona e, successivamente, di Livorno, nonché Presidente del Tribunale Rabbinico di Milano.
"Figlio della Shoah", ha vissuto la sua infanzia e adolescenza a Torino.
Si tratta di una delle maggiori autorità rabbiniche contemporanee in Italia e in Europa. Molti rabbini, italiani e non, hanno ricevuto da lui la semichah (laurea/ordinazione rabbinica).
Vasta e variegata è stata la sua formazione accademica, conseguendo prima la laurea in Giurisprudenza (diritto penale) e, successivamente, quella in Filosofia (pensiero dell'Illuminismo).
Contemporaneamente, sin dal liceo, si addentrò nel campo degli studi rabbinici al Collegio Rabbinico Italiano di Torino sotto l'autorevole guida di Maestri insigni quali Rav Dario Disegni z.l. e Rav Elia Samuele Artom z.l., conseguendo giovanissimo la laurea rabbinica.

Gli studi con il rabbino Dario Disegni, una delle figure-chiave dell'Ebraismo italiano del dopoguerra, inseriscono la formazione di Laras nella scia dell'Ebraismo ortodosso colto e illuminato proposto dai Rabbini Chayes (futuro Grande Rabbino di Vienna) e Margulies, gli stessi che risollevarono gli studi ebraici in Italia (e a Firenze in particolare) e di cui il Disegni fu allievo diretto.

A dare ulteriore spessore alla sua formazione culturale ebraica e umana contribuì la lettura di classici dell'ebraismo italiano, dall'opera illuminata e all'avanguardia di Elia Benamozegh, a "classici" come gli scritti di Rav Moshè Chaim Luzzatto, di Shadal e di Cassuto.
Corrispondente, tra gli altri, anche di G. Scholem, ha studiato con Léon Ashkenazi (Manitou), con Nathan Rotenstreich e con Nechama Leibowitz.
Fine studioso del pensiero di Mosè Maimonide, è uno dei massimi conoscitori del pensiero del grande Maestro dell'ebraismo spagnolo, nonché del pensiero ebraico medievale e rinascimentale.
È stato, inoltre, direttore della Rassegna Mensile di Israel, presidente della Federazione Sionistica Italiana, nonché direttore del Collegio Rabbinico Italiano di Roma.
Tra i rapporti significativi con esponenti eminenti dell'Ebraismo italiano vogliamo qui segnalare le intense relazioni intercorse con il rabbino Elio Toaff, con Dante Lattes, con Amos Luzzatto e con molti altri.
La "avventura" del Dialogo tra ebrei e cristiani in Italia (ora aprentesi anche all'Islam), pur annoverando altri importanti nomi, tra cui quelli di Rav E. Toaff, di Rav E. Kopciovsky (z.l.), del cardinale Augustin Bea, ha avuto la massima propulsione a Milano durante il ventennio di sinergica amicizia e collaborazione tra Laras, Carlo Maria Martini e P. De Benedetti, precorrendo insieme i tempi, con lungimiranza, determinazione e coraggio, nonostante le molte opposizioni e diffidenze espresse dalle rispettive parti, raggiungendo anche insperate vette di produzione culturale, tanto filosofica quanto teologica.

In precedenza, anche durante il suo rabbinato a Livorno, Laras intrattenne intense relazioni di stima e dialogo con il vescovo di Livorno, mons. Alberto Ablondi.

Conclusosi il lungo episcopato dell'amico cardinale Carlo Maria Martini ed essendogli succeduto alla cattedra arcivescovile di Milano il cardinale Dionigi Tettamanzi, tra l'allora rabbino-capo di Milano e il nuovo arcivescovo nacque un rapporto di profonda stima vicendevole, di grande rispetto, di ascolto e di comprensione e, infine, di amicizia, che ha continuato a favorire e promuovere il dialogo tra le comunità cristiane - ed in particolare quella cattolica - e le comunità ebraiche, oltre che la conoscenza dell'Ebraismo.

Il cardinale Tettamanzi, fondatore, tra le istituzioni interne all'antica e prestigiosa Biblioteca Ambrosiana, dell'Accademia Ambrosiana, ha nominato, d'accordo con i Dottori dell'Ambrosiana, Giuseppe Laras membro della sezione orientalistica (classe di studi giudaici).

Sempre in ambito cattolico è da segnalarsi l'importante frequentazione, collaborazione e amicizia tra il rabbino e l'emerito Prefetto della Biblioteca Ambrosiana, oggi cardinale della Chiesa cattolica, mons. Gianfranco Ravasi.
Nel 2006, insieme con mons. Gianfranco Ravasi, mons. Carlo Chenis, mons. Pierangelo Sequeri, Silvia Gervasoni, Alda Merini e Franco Bonilauri, contribuisce alla realizzazione di un catalogo, dal titolo "L'ospitalità dell'Arca", sulle opere sacre realizzate dall'artista bergamasco Giovanni Bonaldi per la Cappella dell'Oratorio di Mozzo improntate sul dialogo ebraico-cristiano.
All'interno del dibattito politico in Italia sulle "unioni di fatto" o "pacs", in un'intervista, il rabbino si è mostrato sorpreso del molto parlare a questo riguardo, sostenendo che lo Stato deve tutelare i suoi cittadini - come tali diversi, per quanto consociati -, garantendone diritti e doveri. Non si capisce, quindi, considerato questo assunto comune a tutte le moderne democrazie, in base a cosa lo Stato (si parla di Stato e non di singole confessioni religiose) dovrebbe opporsi ai Pacs o legiferare in senso contrario.
Ha suscitato molto scalpore la decisione di Giuseppe Laras di non presenziare alla visita di papa Benedetto XVI alla Sinagoga di Roma nel gennaio del 2010 (come pure l'intervista da lui rilasciata ad una nota rivista tedesca a questo stesso proposito), in seguito al pronunciamento di Benedetto XVI, alla vigilia della sua visita al Tempio, sulle "virtù eroiche" del predecessore, papa Pio XII, a cui Laras attribuisce la mancata denuncia dei criminali nazisti prima e dopo la Seconda guerra mondiale.
Oltre che Presidente emerito ed onorario dell'Assemblea Rabbinica Italiana, era il Presidente del Tribunale Rabbinico del Centro-Nord Italia - Av Beth Din -(in carica), nonché il Presidente del Comitato Scientifico della Fondazione Maimonide, fondazione culturale da lui voluta e pensata.

Dal mese di gennaio 2011 è tornato ad essere il Rabbino Capo di Ancona, con giurisdizione su tutto il territorio marchigiano.
Era docente emerito di Storia del Pensiero Ebraico nella Facoltà di Lettere e Filosofia dell'Università degli Studi di Milano.
È scomparso nel 2017 all'età di 82 anni a seguito di una malattia, lasciando una lettera-testamento.

## Opere
- Ramhal. Pensiero ebraico e kabbalah tra Padova ed Eretz Israel (Toledoth) di Amos Luzzatto, Ariel Viterbo, Giuseppe Laras (Esedra 2010)
- I comandamenti. Onora il padre e la madre (Voci) di Giuseppe Laras, Chiara Saraceno (Il Mulino 2010)
- Maimonide, un percorso verso il benessere (Cucine regionali) di Giuseppe Laras, Michele Tedeschi (Edizioni 2010)
- Meglio in due che da soli. L'amore nel pensiero di Israele (Le forme) di Giuseppe Laras (Garzanti Libri 2009)
- La natura del pensiero ebraico. L'origine del mondo e i concetti di spazio e di tempo (Filosofia) di Giuseppe Laras (CUEM 2006)
- Storia del pensiero ebraico nell'età antica (Schulim Vogelmann) di Giuseppe Laras (Giuntina 2006)
- Giovanni Bonaldi, L'ospitalità dell'Arca, Silvana Editoriale, Milano 2006.
- L'amore nel pensiero ebraico (Filosofia) di Giuseppe Laras (CUEM 2005)
- La mistica ebraica e il pensiero cabbalistico dello Zohar (Storia delle religioni) di Giuseppe Laras (CUEM 2004)
- Ebraismo, Cristianesimo, Islam. Dialogo tra le religioni e incontro delle civiltà (Quaderni del Centro UNESCO) di Giuseppe Pisanu, Giuseppe Laras, Giovanni Paolo II A cura di: G. Ravasi (Nagard 2004)
- Il problema della teodicea. La Shoah tra teologia ed etica (Storia delle religioni) di Giuseppe Laras (CUEM 2003)
- Il matrimonio ebraico-A jewish marriage (Le api della Torah) di Giuseppe Laras, Isidoro Kahn, Silvia Guastalla (Belforte Salomone 2003)
- Il bar-mitzvà di Giuseppe Laras, Elena Loewenthal, Moni Ovadia (Belforte Salomone 2002)
- Il libro di Qohelet (Storia delle religioni) di Giuseppe Laras (CUEM 2002)
- Immortalità e resurrezione nel pensiero ebraico medievale (Storia delle religioni) di Giuseppe Laras (CUEM 2001)
- Le dispute giudaico-cristiane nel medioevo (Storia delle religioni) di Giuseppe Laras (CUEM 2000)
- Scienza e provvidenza di Dio nel pensiero di Maimonide e Gersonide (Storia delle religioni) di Giuseppe Laras (CUEM 1999)
- Storia della filosofia ebraica. Il problema della giustizia divina nella tradizione biblica, talmudica e medievale (Storia delle religioni) di Giuseppe Laras (CUEM 1998)
- Mosè Maimonide. Il pensiero filosofico (Maestri del pensiero) di Giuseppe Laras (Morcelliana 1998)